# Épée d'Austerlitz
L'épée d'Austerlitz (ou épée d'Austerlitz de l'empereur Napoléon Ier) est l'épée portée par Napoléon Ier à la bataille d'Austerlitz. Cette bataille du 2 décembre 1805 est une victoire française décisive de la Grande Armée qui, malgré son infériorité numérique, bat les forces de la Troisième coalition qui se dissout à la suite de la bataille.
Cette épée, symbole des campagnes et de la gloire de Napoléon Ier, voire incarnation de la l'héritage de l'Empire, est conservée au musée de l'Armée à Paris.

## Histoire

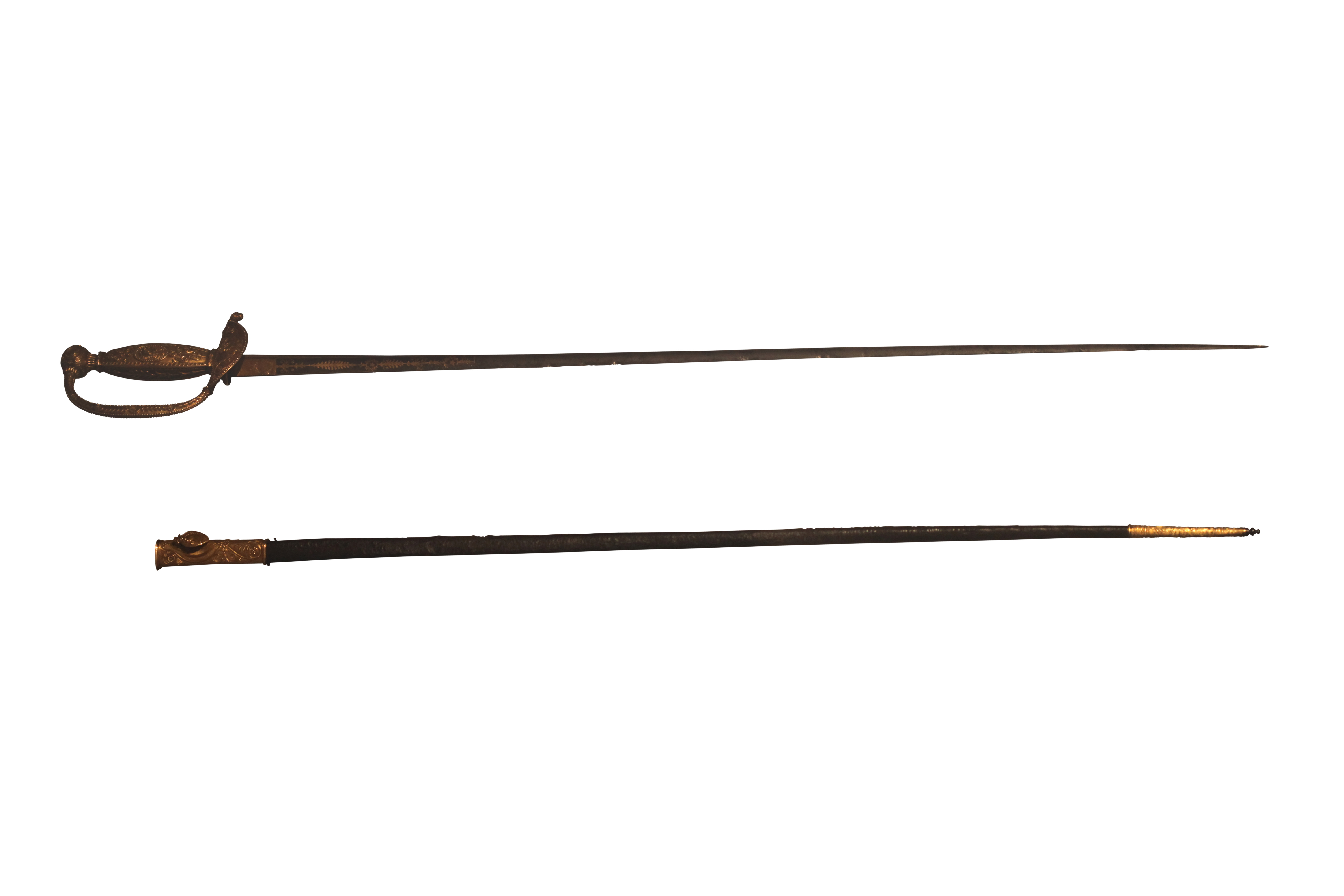
L'épée et son fourreau.

Faite à Paris par l'orfèvre Martin-Guillaume Biennais entre 1801 et 1804, Napoléon Ier conserve cette épée de cour jusqu'à sa mort à Sainte-Hélène où elle était accrochée dans sa chambre. Léguée à son fils mais jamais transmise à cause du décès prématuré de ce dernier, le général Henri-Gatien Bertrand, compagnon de Napoléon à Sainte-Hélène, la dépose sur le cercueil le 9 mai 1821 puis la conserve jusqu'au 4 juin 1840, date où il la remet au roi Louis-Philippe Ier. Lors du Retour des cendres le 15 décembre 1840, elle est de nouveau déposée sur le cercueil de l'Empereur à la demande du roi puis dans la crypte où elle reste jusqu'en 1861. Par la suite, l'épée est placée dans un reliquaire aux côtés du célèbre couvre-chef de Napoléon et d’un grand collier de la Légion d’honneur, avant de rejoindre les collections du musée de l’Armée.
Attaché à cette arme blanche, Napoléon Ier appelait cette épée « mon épée ».

## Description
Le pommeau en or est sculpté et gravé de couronnes de lauriers. On y distingue à l’avers un médaillon représentant un casque à l’Antique et au revers une chouette, attribut d'Athéna et symbole de sagesse. La fusée est ornée de lauriers. À l’avers, dans un médaillon perlé, le profil d’Hercule, coiffé de la peau du lion de Némée. Tandis que l’autre face représente Alexandre le Grand, muni d’un casque sur lequel on distingue son fidèle cheval Bucéphale. La garde et la branche sont décorées de rosettes, lauriers et d’une double frise perlée. Une tête de lion, symbole de force, est sculptée au bout du quillon. Le clavier représente Napoléon couronnée de feuilles de chêne.
La lame est à l’origine totalement bleuie. L’avers est entièrement décoré de motifs végétaux. Sur le revers, apparait une tête d’animal : les débats oscillent entre sanglier ou chien, mais les connaissances actuelles ne permettent pas de répondre à cette interrogation. Plus bas, un oiseau représenté à l’égyptienne suivi d’un cheval et d’un « B » pour Bonaparte. S’ensuit une inscription, ajoutée en 1806 par Biennais : « Épée que portait l'Empereur à la bataille d'Austerlitz ».
L’épée est présentée avec son fourreau de cuir et d’or, décoré de motifs végétaux et d'une tête de cheval. Quant au dard, pointe du fourreau, elle est en acier.

## Conservation

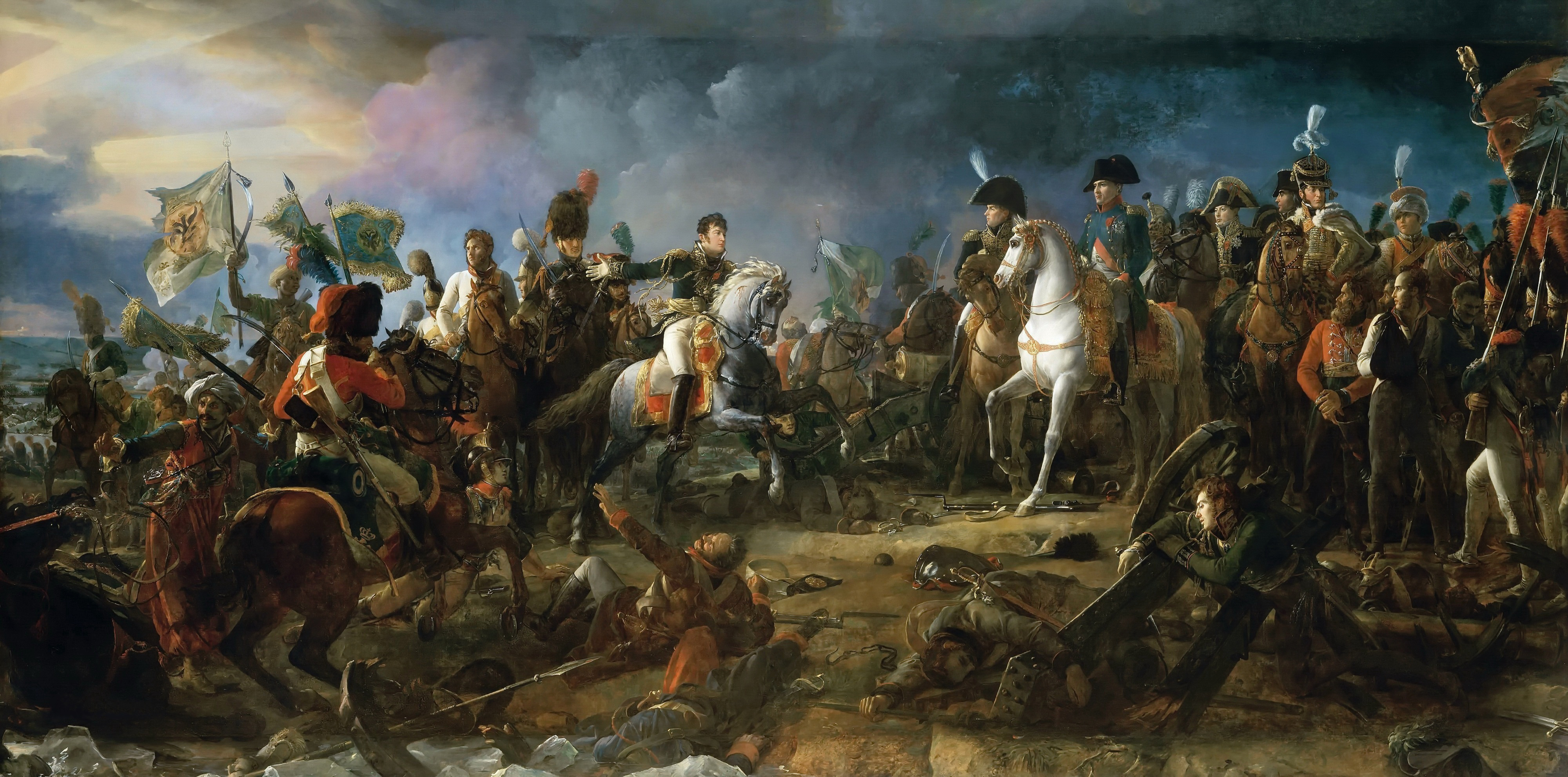
Bataille d'Austerlitz, 2 décembre 1805 par François Gérard (1810) où l'épée peut se distinguer.

L'arme fait partie des collections permanentes du musée de l'Armée, dans le département « XIXe siècle et décorations ».

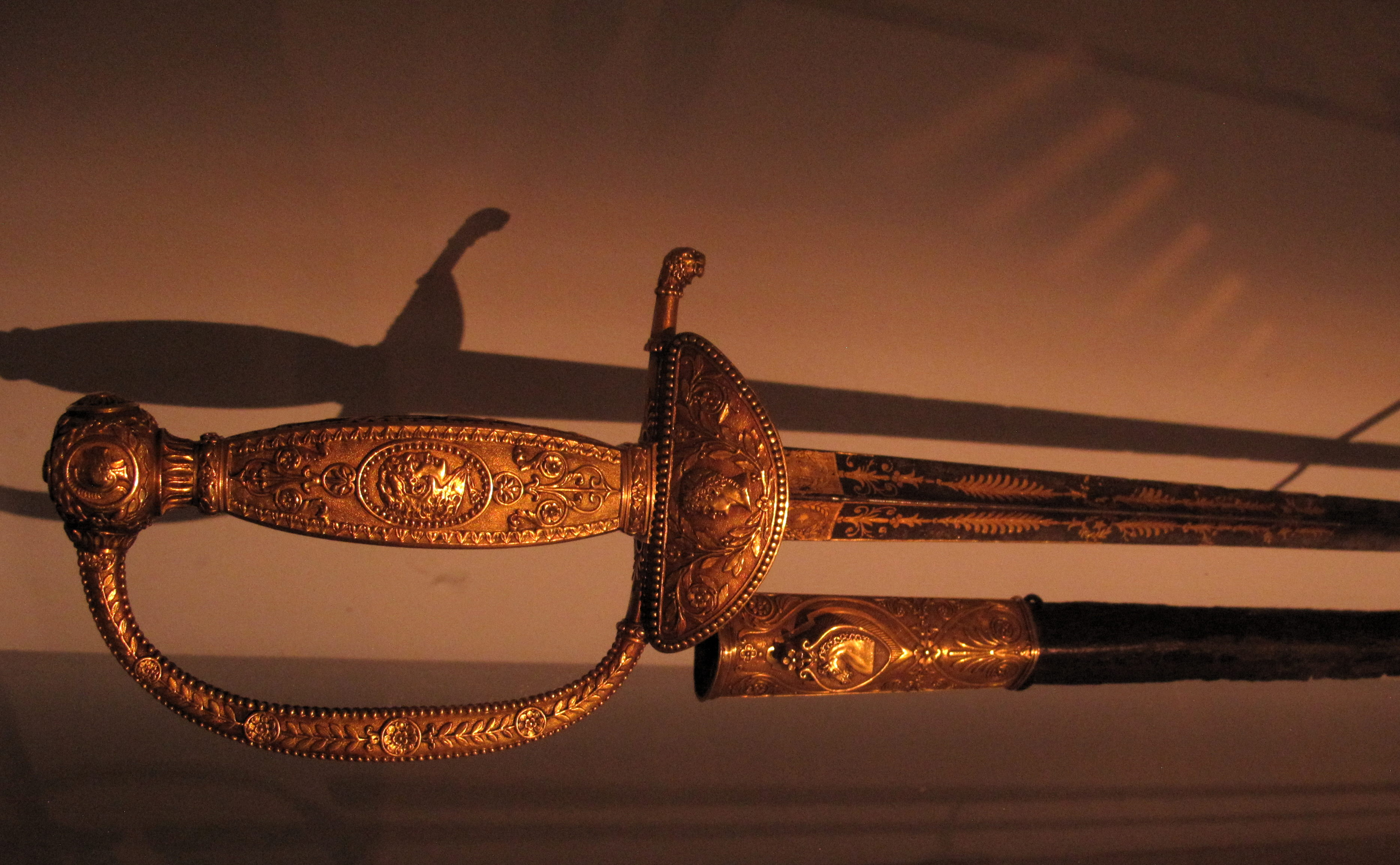
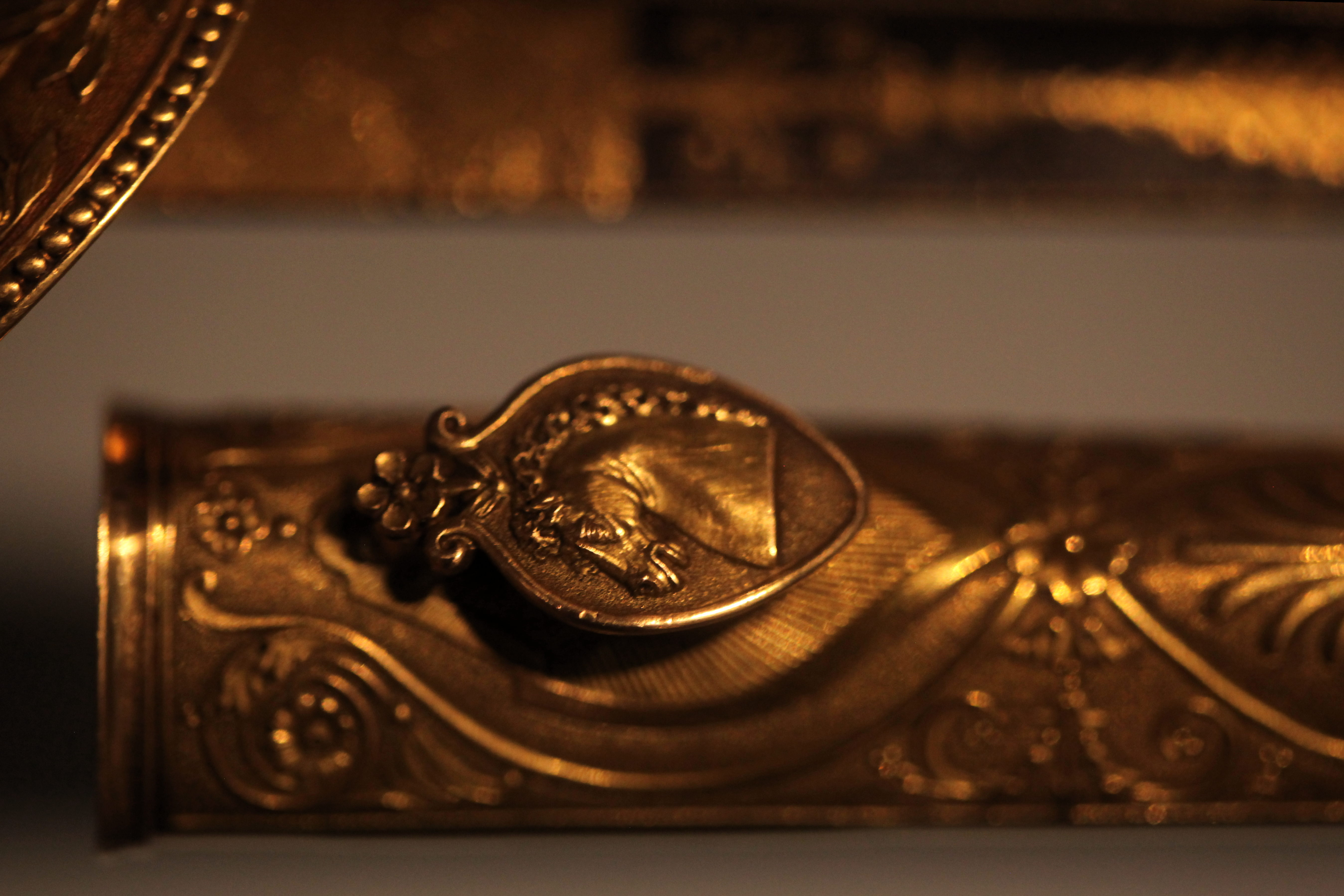
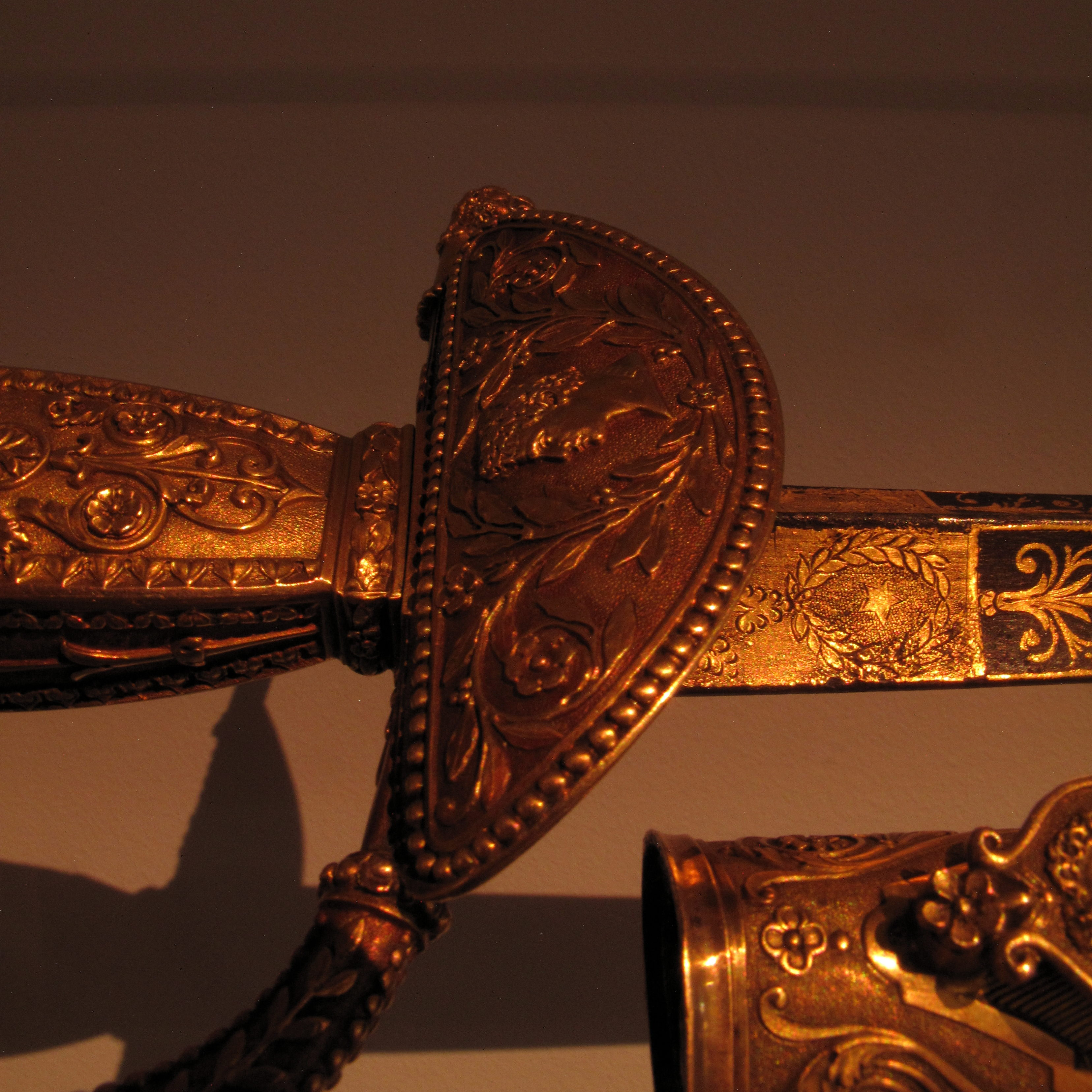
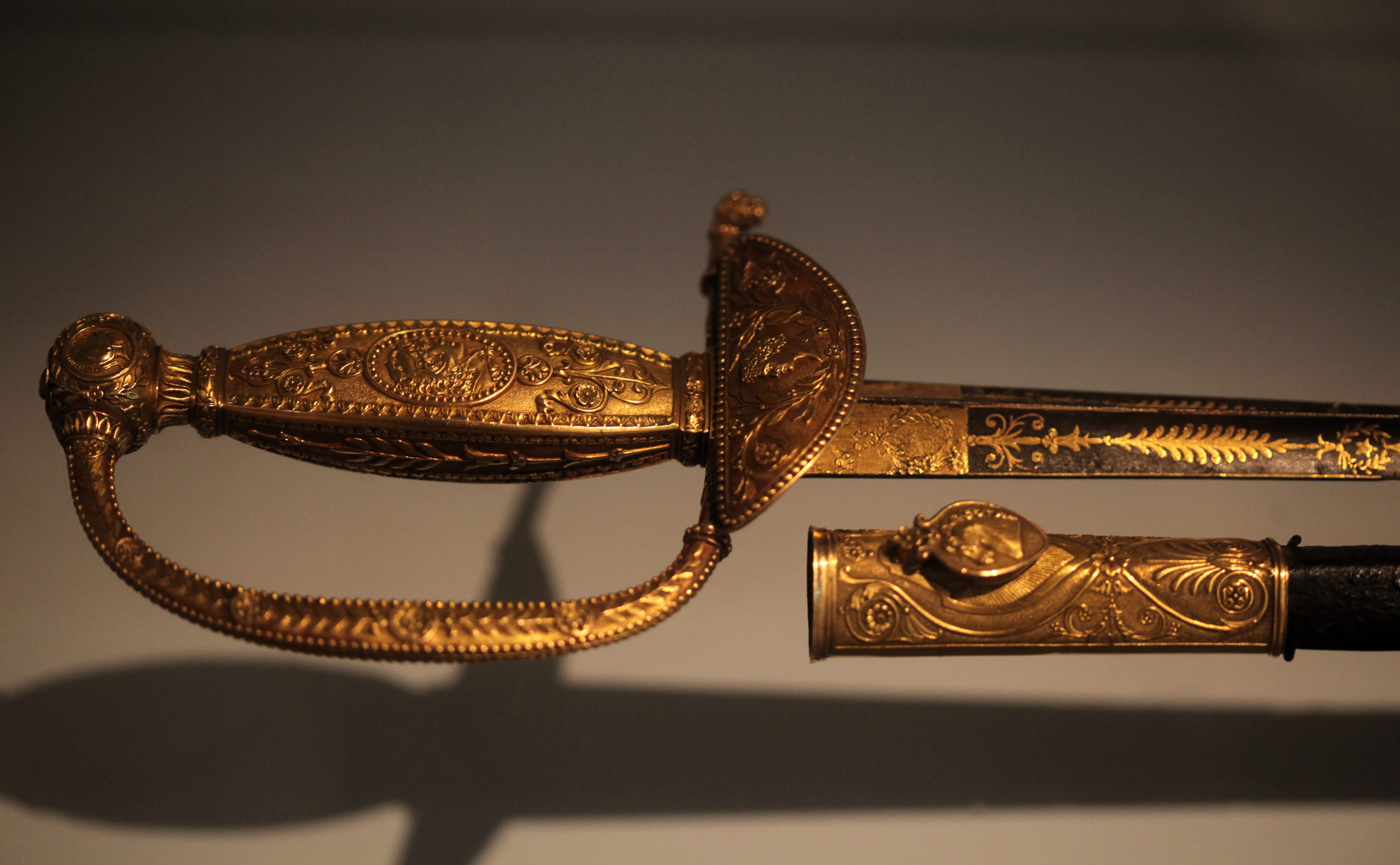